# Paroisse de Rogersville
Pour les localités homonymes, voir Rogersville.
La paroisse de Rogersville est à la fois une paroisse civile et un ancien district de services locaux (DSL) canadien du comté de Northumberland, au Nouveau-Brunswick. Dans le cadre de la réforme de la gouvernance locale du 1er janvier 2023, le DSL a été annexé au village de Nouvelle-Arcadie.

## Toponyme
La paroisse est nommée ainsi en l'honneur de James Rogers, évêque catholique du XIXe siècle.
La paroisse comprend les hameaux de Marcelville, Murray Settlement, Pleasant Ridge, Rosaireville, Sapin-Court, Shediac Ridge, une partie de Village-Saint-Pierre et Young Ridge. Lakeland est un point ferroviaire.
Le hameau de Marcelville est probablement nommé ainsi en l'honneur de Marcel-François Richard (1847-1915), curé de Rogersville de 1886 à sa mort. L'origine du nom de Murray Settlement n'est pas connue. Pleasant Ridge est vraisemblablement nommé ainsi d'après le relief à cet endroit. L'origine des noms de Sapin-Court et de Rosaireville n'est pas expliquée,. Shediac Ridge, qui fut aussi appelé Rogersville-Est, est possiblement nommé ainsi par allusion à la ville de Shédiac, dont sont originaires ses fondateurs, ainsi qu'à la géographie du lieu. L'origine du nom de Village-Saint-Pierre est inconnue. Young Ridge est vraisemblablement nommé ainsi en l'honneur d'Edward Young, l'un des premiers colons. Regneautville, Rosaireville-Ouest, Sainte-Augustine, Saint-Bernard, Sainte-Thérèse, Val-Saint-Patrice et Vienneau ont disparu.
L'origine du nom de Lakeland n'est pas précisée; à noter que le point ferroviaire est situé à côté d'un lac.
L'origine du nom Val-Saint-Patrice, un établissement désormais inclus dans Pleasant Ridge, n'est pas expliquée. Vienneau, qui est désormais inclus dans Marcelville, fut nommé ainsi en l'honneur de Moïse Vienneau (1797-1893), l'un des premiers colons.
L'origine des noms de Regneautville et de Rosaireville-Ouest, désormais compris dans Rosaireville, n'est pas expliquée,. L'origine de Sainte-Augustine, désormais compris dans Young Ridge, de Saint-Bernard, désormais inclus dans Murray Settlement, ainsi que de Sainte-Thérèse, qui est inclus dans Sapin-Court, n'est pas connue,.

## Géographie

### Situation
La paroisse de Rogersville se trouve au centre-sud du comté de Northumberland, à 44 kilomètres de route au sud de Miramichi et à 92 km au nord de Moncton.
La paroisse de Rogersville possède un territoire complexe, dû à la situation du DSL de Collette et du village de Rogersville, qui forment presque des enclaves au nord-est et au sud. D'une façon simplifiée, la paroisse est limitrophe de la paroisse de Nelson au nord, de Collette au nord-est, de la paroisse de Glenelg à l'est, de la paroisse d'Acadieville et de Rogersville au sud, de Harcourt au sud-ouest et de la paroisse de Blackville à l'ouest.
La paroisse de Rogersville est généralement considérée comme faisant partie de l'Acadie.

### Géologie
Le sous-sol de Rogersville est composé principalement de roches sédimentaires du groupe de Pictou datant du Pennsylvanien (entre 300 et 311 millions d'années).

### Villages et hameaux
La paroisse de Rogersville comprend les hameaux de Marcelville, Murray Settlement, Pleasant Ridge, Rosaireville, Sapin-Court, Shediac Ridge, une partie de Village-Saint-Pierre et Young Ridge.

## Histoire
La paroisse de Rogersville est située dans le territoire historique des Micmacs, plus précisément dans le district de Sigenigteoag, qui comprend l'actuel côte Est du Nouveau-Brunswick, jusqu'à la baie de Fundy.
En 1825, le territoire est touché par les Grands feux de la Miramichi, qui dévastent entre 10 000 km2 et 20 000 km2 dans le centre et le nord-est de la province et tuent en tout plus de 280 personnes,.
La colonisation commence en 1874 par l'arrivée des travailleurs du chemin de fer Intercolonial. Shediac Ridge est fondé en 1876 par des colons originaires de Shédiac. Plusieurs localités sont arpentées en 1876 grâce à la Loi sur les concessions gratuites (Free Grants Act). C'est ainsi que Pleasant Ridge est fondé en 1879 ; sa population est originaire de Rogersville. La paroisse civile est érigée en 1881. Les bureaux de poste de Shediac Ridge et de Vienneau ouvrent leurs portes en 1884,. Les récoltes de 1884 et 1885 sont catastrophiques et Marcel-François Richard s'endette afin de sauver Rogersville et Acadieville de la faillite. Le bureau de poste de Rosaireville est fondé en 1903, celui de Sainte-Augustine en 1907, ceux de Marcelville et de Village-Saint-Pierre en 1908,, celui de Rosaireville-Ouest en 1922 et celui de Val-Saint-Patrice en 1932. Les bureaux de postes de Rosaireville et de Shediac Ridge ferment leurs portes en 1951,, suivis de celui de Pleasant Ridge en 1954, de ceux de Marcelville et de Vienneau en 1956, et de celui de Village-Saint-Pierre en 1962. Le dernier, celui de Sainte-Augustine, ferme en 1963.
La municipalité du comté de Northumberland est dissoute en 1966. La paroisse de Rogersville devient un district de services locaux en 1967.

## Démographie
| 2001 | 2006 | 2011 |
| ---- | ---- | ---- |
| 834  | 751  | 670  |

## Économie
Entreprise Kent, membre du Réseau Entreprise, a la responsabilité du développement économique.

## Administration

### Comité consultatif
En tant que district de services locaux, la paroisse de Rogersville est en théorie administré directement par le Ministère des Gouvernements locaux du Nouveau-Brunswick, secondé par un comité consultatif élu composé de trois à cinq membres dont un président. Le comité actuel est composé de Kevin Arseneau (président), Jimmy Bourque et Pamala Ross. Le président, Kevin Arseneau, siège également à la Commission de services régionaux de Kent (CSR-K) comme l'un des 10 représentant de DSL.

### Chronologie municipale

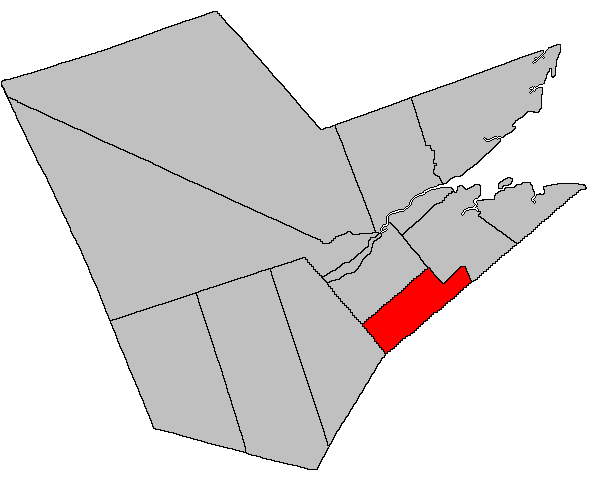
Situation sur une carte des paroisses civiles du comté de Northumberland (certains DSL et municipalités ne sont donc pas montrés).

### Représentation et tendances politiques
Nouveau-Brunswick: La paroisse de Rogersville fait partie de la circonscription provinciale de Rogersville-Kouchibouguac, qui est représentée à l'Assemblée législative du Nouveau-Brunswick par Bertrand LeBlanc, du Parti libéral. Il fut élu en 2010.
 Canada: La paroisse de Rogersville fait partie de la circonscription électorale fédérale de Miramichi, qui est représentée à la Chambre des communes du Canada par Pat Finnigan, du Parti libéral du Canada. Il fut élu lors de la 42e élection fédérale, en 2015.

## Vivre dans la paroisse de Rogersville
Le bureau de poste et le détachement de la Gendarmerie royale du Canada les plus proches sont situés à Rogersville.
Les anglophones bénéficient du quotidien Telegraph-Journal, publié à Saint-Jean et de l'hebdomadaire Miramichi Leader, publié à Miramichi. Les francophones bénéficient quant à eux du quotidien L'Acadie nouvelle, publié à Caraquet, ainsi que de l'hebdomadaire L'Étoile, de Dieppe.

## Culture

### Personnalités
- Lisa LeBlanc, musicienne, née en 1990 à Rosaireville.